# Boško Đorđević
Boško Đorđević (Belgrado, 22 agosto 1953) è un ex calciatore jugoslavo, di ruolo attaccante.

## Palmarès

### Club
- Campionato jugoslavo: 2

Partizan: 1975-1976, 1977-1978

### Individuale
- Capocannoniere della Prva Liga: 1

1974-1975 (20 gol, a pari merito con Dušan Savić)